# المراكب (ذي السفال)

تعديل مصدري - تعديل

المراكب هي إحدى قرى عزلة السيف بمديرية ذي السفال التابعة لمحافظة إب، بلغ تعداد سكانها 252 نسمة حسب تعداد اليمن لعام 2004.